# Club Social y Deportivo San Jorge (Tucumán)
El Club Social y Deportivo San Jorge, més conegut com a San Jorge de Tucumán, és un club de futbol argentí de la ciutat de San Miguel de Tucumán.
El club fou fundat en 2008, en el seu primer any, va competir en el Torneig B i va accedir a l'elit del futbol tucumà. El 2011, després de fer una bona campanya i guanyar 3x1 de Comisión de Actividades Infantiles, l'expresso (álie del club) té accés al Torneig Argentí A, tercera categoria de futbol professional. Més actualment, el club viu una crisi, tant que el 2019 el club va abandonar el partit contra l'Alvarado i, amb això, l'exprés va descendir de la categoria i la majoria dels jugadors van ser suspesos.
El club no té cap títol.